# Ultima III: Exodus
Pour les articles homonymes, voir Exodus.
Ultima III: Exodus, est un jeu de rôle sur ordinateur, développé par Richard Garriott et publié par sa société, Origin Systems, en 1983. Le jeu est le troisième de la série de jeux de rôle Ultima et est considéré par de nombreuses personnes comme l’un des jeux de rôle informatiques les plus influents de l’histoire.

## Trame
L’histoire d’Ultima III tourne autour d’une quête visant à détruire le monstre Exodus, créé par Mondain et Minax (les adversaires des deux précédents jeux), décrit plus tard dans la série comme n’étant ni humain, ni machine.
Au début de l’histoire, Exodus sème la terreur sur Sosaria depuis son repaire de l’Île du feu. Le personnage incarné par le joueur est invoqué par Lord British pour le vaincre et s’engage dans une quête qui le mènera vers le pays disparu d’Ambrosia, dans les profondeurs des souterrains de Sosaria à la recherche du mystérieux Time Lord, et finalement sur l’Île du feu pour combattre Exodus. Dans la plus pure tradition des jeux de rôle de cette époque, Ultima III s’achève dès qu’Exodus est mort, mais il est nécessaire pour arriver à cette fin de résoudre des énigmes et de porter attention à de nombreux indices disséminés tout au long du jeu; la force brute ne suffit pas.
Bien que Sosaria soit finalement partiellement détruite à la fin d’Ultima III, certains lieux comme Ambrosia ou l’Île du feu feront de brèves apparition dans les jeux ultérieurs, principalement dans Ultima VII.

## Accueil
| Ultima III      |    |       |
| AllGame         | US | 3,5/5 |
| Amiga Computing | US | 58 %  |
| Tilt            | FR | 17/20 |

Ultima III s’est vendu à plus de 120 000 exemplaires.
Le jeu a notamment été introduit dans le Hall of Fame du magazine Computer Gaming World dès sa création en mars 1988.